# الیس استفورد
الیس استفورد (انگلیسی: Ellis Stafford; ۱۷ اوت ۱۹۲۹ – ۲۹ اکتبر ۲۰۰۷) بازیکن فوتبال اهل بریتانیا بود.
از باشگاه‌هایی که در آن بازی کرده‌است می‌توان به باشگاه فوتبال پیتربورو یونایتد اشاره کرد.